# Лерцолит
Лерцоли́т — магматическая интрузивная порода ультраосновного состава нормального ряда из семейства перидотитов, сложенная оливином (40—90 %), орто- и клинопироксеном (по 10—50 %) с примесью роговой обманки (до 5 %).
Разновидности: лерцолит плагиоклазовый (до 10 % плагиоклаза), гранатовый (> 5 %) граната), гранат-шпинелевый, шпинелевый.
Средний химический состав по Дэли (% по массе): SiO2 43,95; TiO2 0,10; Al2О3 4,32; Fe2О3 2,20; FeO 6,34; MnO 0,19; MgO 36,81; CaO 3,57; Na2О 0,63; К2О 0,21; Н2О 1,08; Р2О5 0,10.
Название происходит от искажённого названия французской реки Эр (приток Гаронны), протекающей во французских Пиренеях.